# 甲賀市民スタジアム
甲賀市水口スポーツの森野球場（こうかし・みなぐちスポーツのもり・やきゅうじょう）は、滋賀県甲賀市の甲賀市水口スポーツの森にある野球場。愛称 甲賀市民スタジアム（こうかしみんスタジアム）。甲賀市が所有し、指定管理者の一般社団法人甲賀市スポーツ協会が管理している。

## 歴史
甲賀地域で初めての本格野球場として水口スポーツの森内に2006年（平成18年）4月1日にオープンした。
観客席は、1.2階席と外野席を合わせて4,000人を収容でき、メーンスタンドの2階には、約1000人収容の観客席が設けられている。
また障害者も利用できるようダッグアウトなどがバリアフリー化されている。
2017年よりベースボール・チャレンジ・リーグに加入した滋賀ユナイテッドベースボールクラブ→オセアン滋賀ブラックスが2021年まで公式戦を実施していた。同チームが滋賀GOブラックスに改称して日本海オセアンリーグ所属となる2022年の当初日程では試合が予定されていなかった（球場未定2試合）。開幕後の8月になって、9月3日に試合を開催（セントラル開催方式による滋賀ホーム1試合と滋賀以外ホーム1試合）することが発表され、実際に開催された。

## 施設概要
- グラウンド面積：13,720m2[5]
- 両翼：100m、中堅：122m[5]
- 内野：クレー舗装（黒土混合土）、外野：ロングパイル人工芝（ドリームターフ）[5]
- 照明設備：照明塔4基[5]
- スコアボード：磁気反転式[5]
- 収容人員：4,000人（内野：1,800人、外野：2,200人）

## スポーツの森内その他の施設
- 陸上競技場
- テニスコート
- ソフトボール場
- サッカー場
- フットサルコート